# St. Korbinian (Rechtmehring)

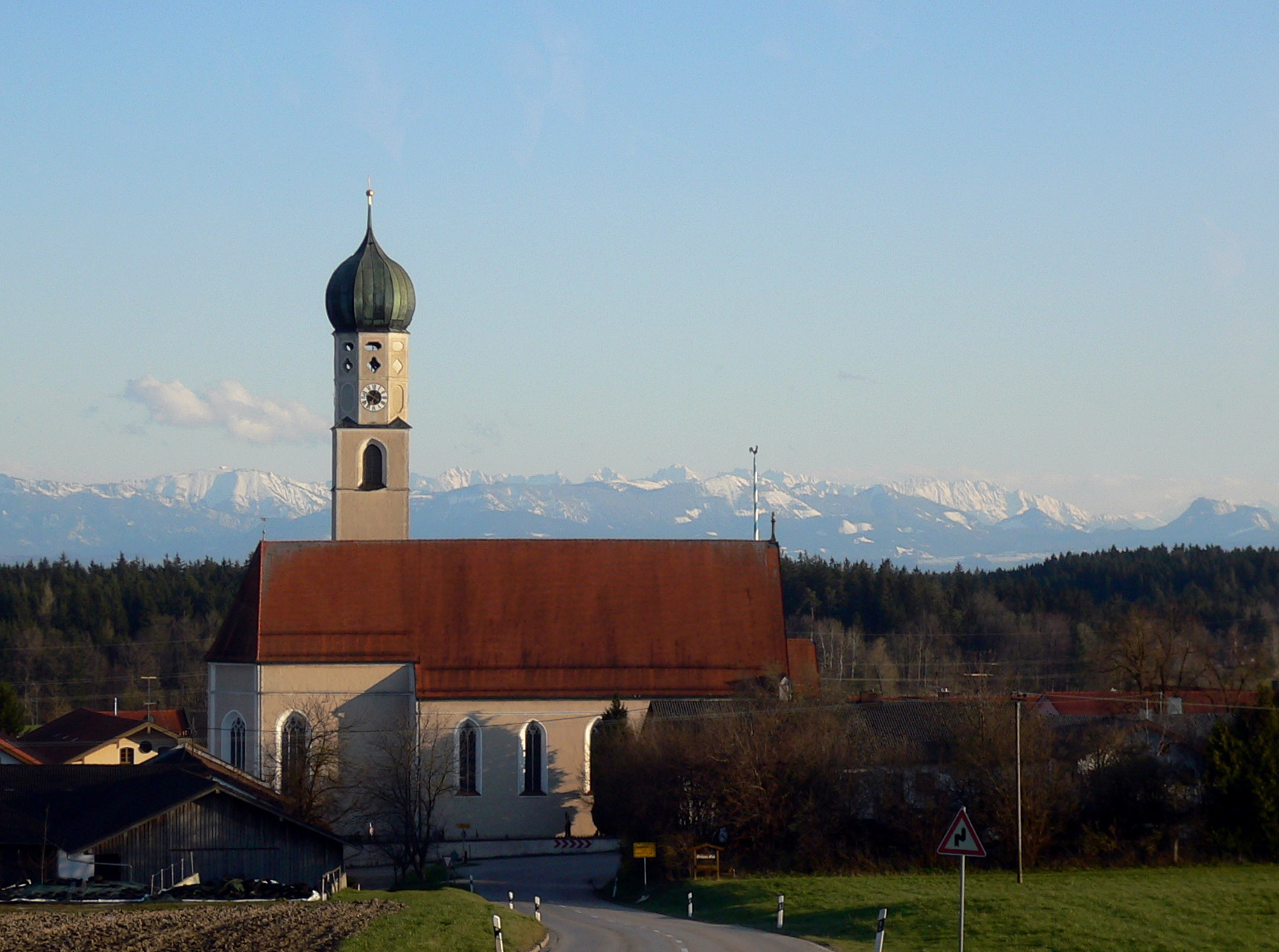
Pfarrkirche St. Korbinian in Rechtmehring

Innenraum mit Blick zum Chor

Chor mit dem Hochaltar

St. Korbinian ist die Pfarrkirche der oberbayerischen Gemeinde Rechtmehring in Deutschland.

## Geschichte
Als die Kirche 1976 renoviert wurde, zeigten sich unter dem Putz der nördlichen Langhausmauern die alten romanischen Mauern und Fenster, die kleiner und niedriger waren, als bei der jetzigen, gotischen Kirche. Auch war die alte romanische Kirche schmaler und kleiner.
Wann genau die Nachfolgekirche gebaut wurde, lässt sich nicht mehr feststellen. Im Gewölbe finden sich die Wappen der Haager Herrscher Georg IV., Leonhard II., Hans VI. und Sigmund. Daraus lässt sich schließen, dass diese zumindest mit der Bauvorbereitung (Planung und Finanzierung) zu tun hatten. Hans VI. von Haag regierte bis 1476, also könnte die Bauplanung so weit zurückreichen. Bis 1500 oder um 1500 dürfte der Bau begonnen worden sein.
Den Großteil der Finanzierung hatte die Grafschaft von Haag als Patronatsherr zu tragen, weshalb auch die gräflichen Herrschaftswappen im Gewölbe dominieren. Aus einer Jahreszahl 1516 am Chorbogen ist zu schließen, dass in diesem Jahr die Kirche geweiht worden ist. Vermutlich aber ist die Kirche erst um 1519 zur Gänze vollendet worden. Der nicht bekannte Baumeister dürfte unter den Namen Stethaimer, Jörg Perger oder Ulrich Häntler zu suchen sein.
Das Langhaus wurde 1888 um ein Joch verlängert, und es wurde eine Vorhalle angebaut.

## Architektur
St. Korbinian ist eine gotische Hallenkirche. Da die drei Kirchenschiffe gleich hoch sind, wirkt die Kirche wie ein großer heller Saal. Das dreischiffige Langhaus von vier Jochen schließt mit einem großen polygonalen Chor im Osten ab. Die Seitenschiffe sind am Beginn des Chores geradlinig abgeschlossen. Der Chor ist breiter als das Mittelschiff, er hat zwei Langjoche und schließt mit fünf Achteckseiten ab. Dieser rückt mit über 5 Grad von der Ausrichtung der übrigen Kirche ab und weist leicht nach Nordost. Turm und Sakristei befinden sich an der Südseite des Chores. In Fensterhöhe befinden sich Wandpfeiler und Schildbögen mit abgefassten Kanten.

Kanzel

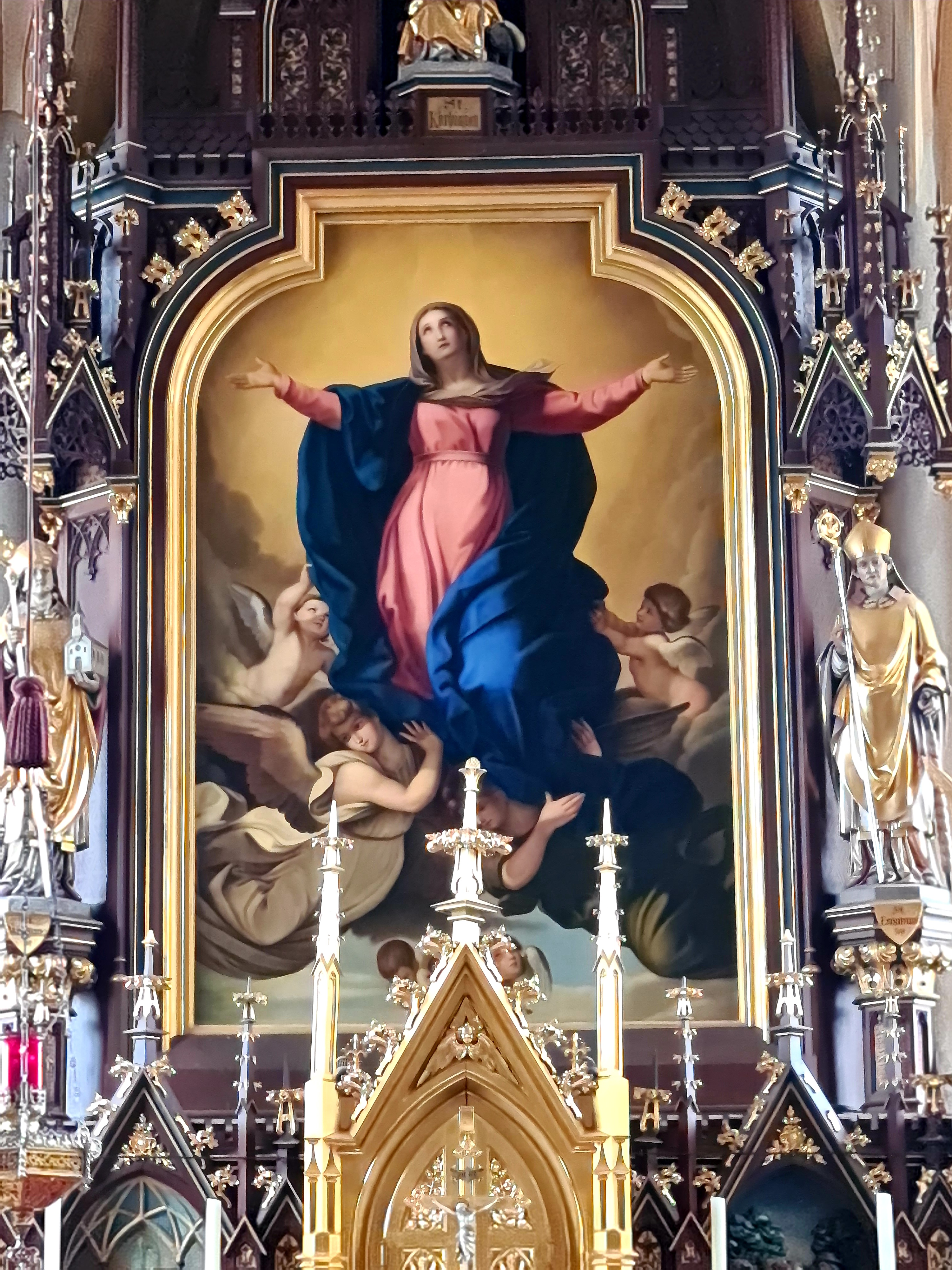
Gemälde des Hochaltars

Aus den hohen Säulen zu beiden Seiten des Mittelschiffs wachsen die Scheidbögen wie auch die Rippen des strahlenförmigen Sterngewölbes. An den Wandpfeiler befinden sich profilierte Kragsteine, auf welchen die Gewölberippen ruhen. Im Chor sind den Pfeilern runde Dienste vorgelegt, aus welchen die Rippen des Netzgewölbes ohne Kapitelle herauswachsen.
An der Südseite zwischen Chor und Turm befindet sich eine Grafenempore. Eine Treppe führt in der Mauerdicke zur Läutstube. Die Chorfenster sind dreiteilig breit und mit gutem Maßwerk.

## Turm

Linker Seitenaltar

Innenraum mit Blick zur Orgelempore

Der Turm war in der Gotik spitz, abgebildet ist dies auf Apians Landtafel. Im Sommer 1617 hat ein über das Haager Land ziehendes „Unwetter“ am Turm und an den Fenstern großen Schaden angerichtet. Vermutlich wurde daher erst ein Satteldach errichtet. Im Jahre 1680 wurde dann der Kirchturm von der Haager Zimmerei Hittsberger um 109 Gulden mit einer Zwiebel versehen, dies gab dem Turm seine heutige Gestalt. Außerdem wurde erstmals in Rechtmehring eine Kirchturmuhr eingebaut.

## Ausstattung
Seit 1892 wurde die Kirche von der Münchner Werkstatt Johann Marggraff neugotisch ausgestattet, vor allem Altäre, Kanzel und acht Kirchenfenster.

### Altäre
An der Nordseite des Chores wurde bereits 1886 ein Altar der Schmerzhaften Mutter Gottes mit einer Kreuzigungsgruppe aufgestellt. Hervorzuheben ist, dass die in den Altären befindlichen Figuren von hervorragender Qualität sind: Es sind der Kirchenpatron St. Korbinian, St. Wolfgang, St. Erasmus, Schmerzhafte Mutter Gottes, St. Florian, St. Josef, St. Nikolaus, St. Barbara, St. Elisabeth, und St. Monika. Das Altarbild im Hochaltar „Maria Himmelfahrt“ wurde 1854 von dem Maler Anton Rick aus Ebersberg in Öl gemalt.

### Gemälde und Fresken
Das Altarbild im Hochaltar „Maria Himmelfahrt“ wurde 1854 von dem Maler Anton Rick aus Ebersberg in Öl gemalt. Als Vorbild diente dabei ein Gemälde in der Alten Pinakothek von Guido Reni (1575–1642).
An der südlichen Außenwand wurde 1708 ein großes Christophorus-Fresko angebracht. Bei der letzten Renovierung 1981 stellte sich heraus, dass unter diesem Barock-Fresko eine ältere Wandmalerei mit dem hl. Christophorus vorhanden ist, wahrscheinlich aus dem 16. Jahrhundert.

### Figuren
Aus der Barockzeit sind noch zwei gut erhaltene Heiligenfiguren vorhanden, darunter die Statue des Hl. Josef mit Lilienstab. Sie steht im Chor und könnte von Christian Jordan sein.
In den Schlusssteinen des Sterngewölbes über dem Langhaus und des Netzgewölbes über dem Chor sind die bischöflichen Schutzpatrone St. Korbinian (Freising) und St. Wolfgang (Regensburg) dargestellt, ferner die Hoheitswappen: Deutsches Reich Doppeladler, Grafschaft Haag und die Wappen Haager Gräfinnen: Aichperg, Pappenheim, Falkenstein, Massenhausen. Im Langhausgewölbe befinden sich zudem noch drei Schlusssteine mit kirchlichen Symbolen, ein Papstwappen und das neue Gemeindewappen von Rechtmehring.

### Fenster
Zwei kleine Kunstglasfenster, das eine stellt Anna Selbdritt dar mit der Aufschrift: „Das Glas haben lassen machen etliche geschlossene Personen 1520“. Auf dem anderen Glasbild ist St. Korbinian mit Bischofsstab und Bären dargestellt, mit der Aufschrift: „Das Glas hat lassen machen die gantz Gemain anno domini 1520.“ Beide Glasaufträge deuten darauf hin, dass damals in Rechtmehring ein gewisser Wohlstand geherrscht haben muss.

### Orgel
Um 1770 erhielt die Kirche erstmals eine Orgel, sie wurde vom Kloster Attel angekauft. Um 1860 wurde dann eine neue Orgel eingebaut, sie stammt von dem Orgelbaumeister Christian Müller aus Tuntenhausen. Durch Ignaz Weise aus Plattling kam dann 1912 wieder eine neue Orgel nach Rechtmehring. 1982 baute Anton Staller aus Grafing eine neue Orgel mit 19 Registern auf zwei Manualen und Pedal. Dieses Instrument wurde 2010 durch die Orgelmanufaktur Frenger & Eder aus Bruckmühl/Heufeld renoviert.

### Glocken
Seit 1861 waren vier Glocken vorhanden. Im Zweiten Weltkrieg mussten 1942 drei dieser Glocken abgeliefert werden. Nur eine Glocke kehrte 1949 in die Kirche zurück, die aus dem Jahre 1672 von Johann Melchior Ernst aus München aus Bronze gegossene mit dem Ton „as“. Die anderen drei Bronzeglocken im Turm wurden 1949 von Karl Czudnochowsky in Erding neu gegossen, und läuten seitdem zum Gottesdienst.
Übersicht
| Glocke | Name                  | Gussjahr | Durchmesser | Masse ≈ | Schlagton |
| ------ | --------------------- | -------- | ----------- | ------- | --------- |
| 1      | Korbinian             | 1949     | 1500 mm     | 800 kg  | f′        |
| 2      |                       | 1672     | 1000 mm     |         | as′       |
| 3      |                       | 1949     | 0850 mm     | 291 kg  | b′        |
| 4      | Florian und Sebastian | 1949     | 0720 mm     | 200 kg  | c″        |

## Nachweise
1. ↑  Erzdiözese München und Freising – Kirchenmusik: Pfarrkirche St. Korbinian in Rechtmehring; hier auch die Disposition der Orgel
2. ↑  createsoundscape.de/glocken-finder: Kath. Pfarrkirche St. Korbinian in Rechtmehring

Koordinaten: 48° 7′ 29,3″ N, 12° 9′ 37,9″ O